# Gladiolus oligophlebius
Gladiolus oligophlebius är en irisväxtart som beskrevs av John Gilbert Baker. Gladiolus oligophlebius ingår i släktet sabelliljor, och familjen irisväxter. Inga underarter finns listade i Catalogue of Life.